# شمیل بالا
شهر شمیل بالا، شهری از توابع بخش فارغان شهرستان حاجی‌آباد در استان هرمزگان ایران است.

## جمعیت
این روستا در دهستان آشکارا قرار دارد و براساس سرشماری مرکز آمار ایران سرشماری عمومی نفوس و مسکن 1395، جمعیت آن 3421 نفر بوده‌است.
نام قدیم این روستا شاه میل بوده و شغل عمده مردم این روستا کشاورزی می‌باشد که محصول هندوانه آن معروف است
این روستا در دشت شمیل و در فاصله ۴۲ کیلومتری از شهرستان حاجی‌آباد و۱۸۵ کیلومتری از بندر عباس قرار گرفته است و دارای آب و هوایی گرم و خشک می‌باشد
دشت شمیل که مساحتی در حدود ۴۰۰۰ هکتار دارد دارای خاکی حاصلخیز می‌باشد

## مکان‌های دیدنی
از مکان‌های دیدنی این روستا سد شمیل می‌باشد که در دره امام ضامن واقع گردیده و همچنین باغ های زیبا دره رویین و مورتوییه که چشم‌اندازی زیبا به وجود اورده‌اند از مناطق عمده باغداری و فضای سبز این منطقه به شمار می آیند.
اگر درفصل بهار يا اوايل پاييز به اين روستا سفر كنيد،چشم انداز زيبا و چشنواز زمبن هاي زراعي ،در ابتدای ورود به شهر رو شما را جلا ميدهد.